# Skrzydło (sztuka wojenna)
Skrzydło – boczna część ugrupowania bojowego (operacyjnego) wojsk, odróżniana tradycyjnie od jego centrum. Rozróżnia się skrzydła prawe i lewe, które zależnie od położenia (działania) wojsk własnych i warunków terenowych mogą być otwarte lub osłonięte.